# Erde-Mond-Erde
Mit Erde-Mond-Erde (EME) – auch englisch Moonbounce genannt – bezeichnet man eine Funkverbindung für die Kommunikation zwischen zwei weit entfernten Punkten auf der Erde, bei der der Mond als passiver Reflektor verwendet wird. Diese Methode findet heute noch im Amateurfunkdienst Anwendung, in allen anderen Bereichen wurde sie durch die Satellitenkommunikation abgelöst.

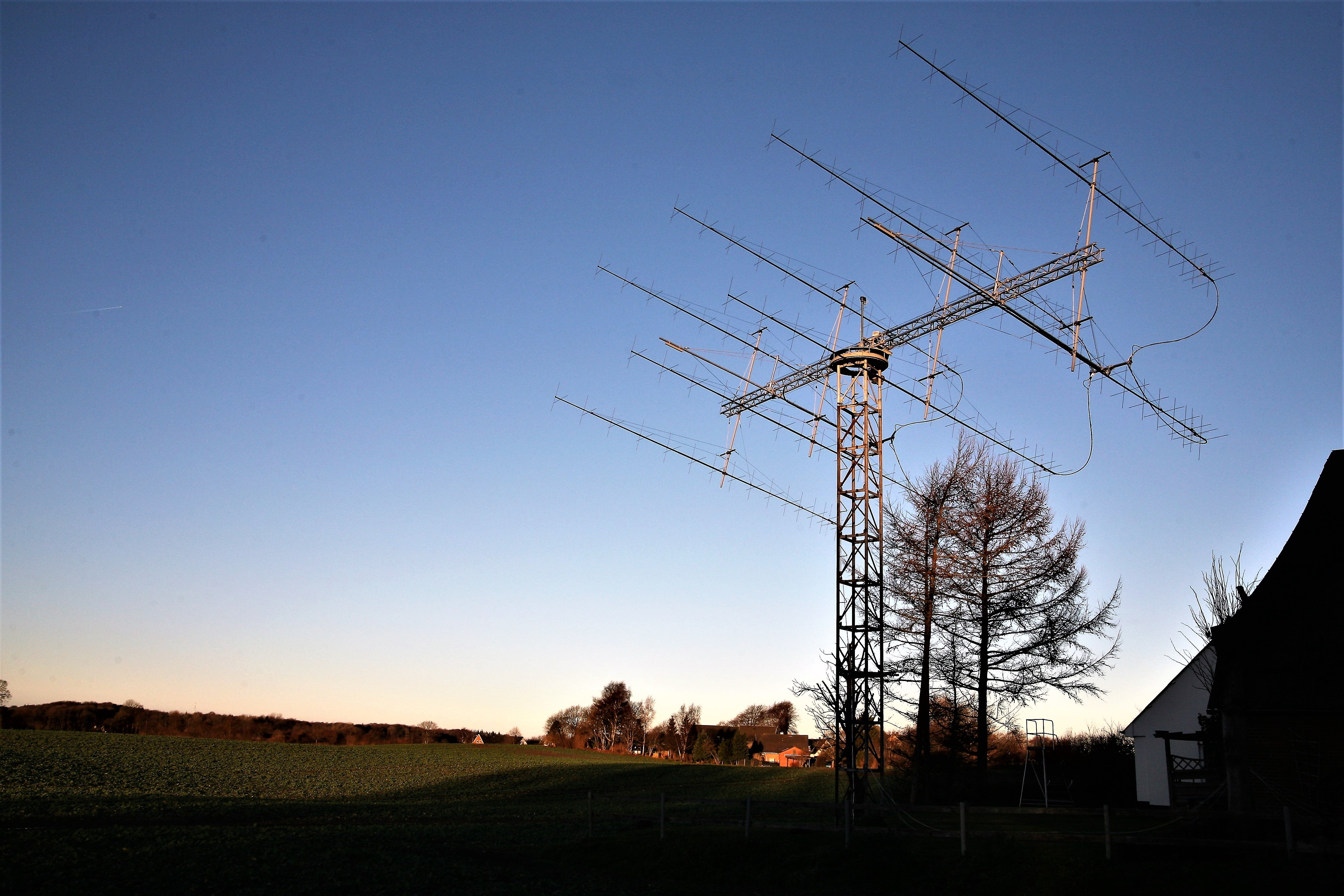
Antennenanlage eines Funkamateurs für die Erde-Mond-Erde-Kommunikation

## Verfahren
Die Technik ist durch die hohe Freiraumdämpfung des Signals von 243 Dezibel (dB) bei einer Frequenz von 50 Megahertz (MHz) bis hin zu 289 dB bei 10.368 MHz, mit nur leichten Schwankungen durch die Variation des Mondabstandes, gekennzeichnet. Die vergleichsweise hohe Freiraumdämpfung ist bedingt durch das geringe Rückstrahlvermögen (Albedo) des Mondes für Hochfrequenz und die weite Strecke, die das Signal durchläuft. Daher werden zumeist Frequenzen im UKW-Bereich genutzt, da hier Antennensysteme mit dem erforderlichen hohen Antennengewinn möglich sind. Das Funksignal benötigt für die rund 770.000 km zum Mond und wieder zurück rund 2,5 Sekunden.
Damit die ausgesendeten Signale die Atmosphäre durchdringen können, müssen die Signale für EME im Wellenlängenspektrum zwischen etwa 20 Meter (15 MHz) und etwa 7 Millimeter (40 GHz), dem sogenannten Radiofenster, liegen.
Ein ähnliches Verfahren, allerdings mit noch höheren Freiraumdämpfungen, stellt die Erde-Venus-Erde-Kommunikation dar, bei welcher der Planet Venus als Reflektor verwendet wird.

## Geschichte
Der Gedanke, den Mond als passiven Reflektor für eine Funkverbindung zwischen zwei weit entfernten Punkten auf der Erde zu nutzen, wurde erstmals von dem gebürtigen Luxemburger Hugo Gernsback 1927 in seiner Veröffentlichung „Ist ein drahtloser Verkehr mit den Planeten möglich?“ beschrieben.
Die praktische Umsetzung der Technik wurde vom US-amerikanischen Militär kurz nach dem Zweiten Weltkrieg im Project Diana entwickelt. Der erste erfolgreiche Empfang von Echos vom Mond gelang John Hibbett DeWitt am 10. Januar 1946 in Fort Monmouth, New Jersey. Der Versuch wurde in den folgenden Tagen mit jeweils dem gleichen Ergebnis wiederholt, womit der Nachweis erbracht war, dass elektromagnetische Wellen die Ionosphäre durchdringen.
Praktische Anwendung fand das Verfahren anschließend zum Beispiel bei der US Navy, die es für Fernschreiber-Verbindungen zwischen Pearl Harbor (Hawaii) und dem Hauptquartier in Washington nutzte. In der Zeit vor der Satellitenkommunikation war eine Funkverbindung ohne die Unsicherheiten der ionosphärischen Ausbreitung etwas Revolutionäres.
Später wurde die Technik auch von nicht-militärischen Nutzern verwendet. Im November 1947 gelang es australischen Wissenschaftlern, ein von der Mondoberfläche reflektiertes Radarsignal zu empfangen. Im Jahr 1953 gelang der erste Empfang von Signalen vom Mond durch Funkamateure. Am 17. Februar 2013 empfing ein russischer Funkamateur (Rufzeichen RW3BP) seine Echos vom Mond auf der sehr hohen Frequenz von 47 GHz.

## Antennen

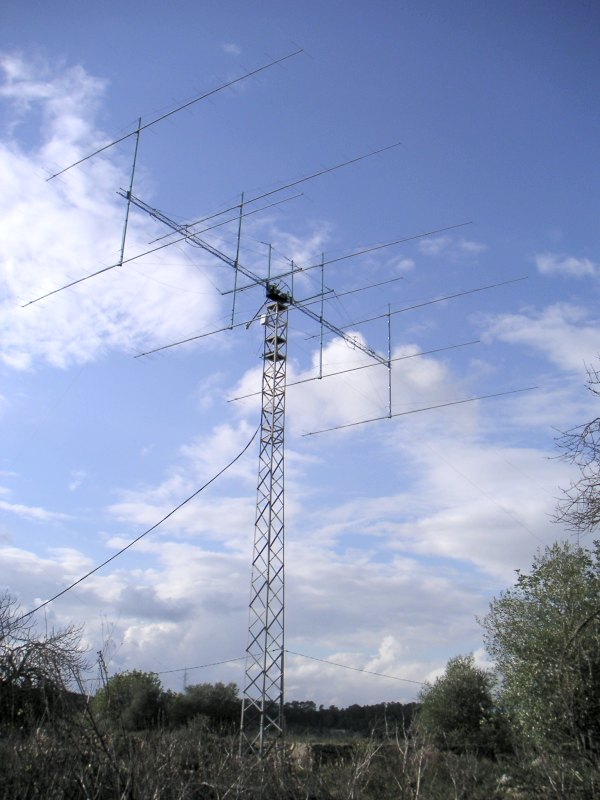
Gruppe aus acht Yagi-Antennen für EME auf 144 MHz

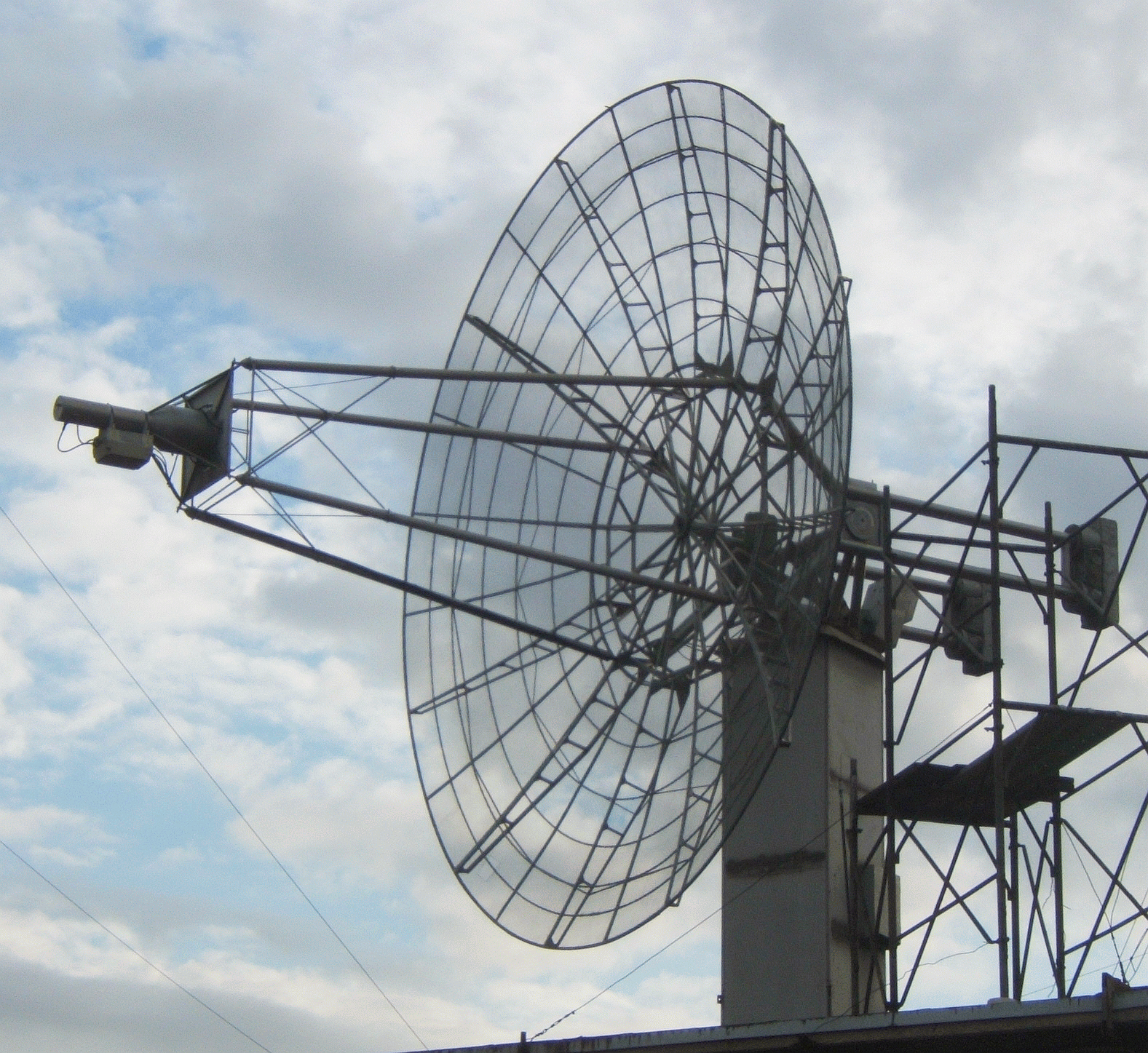
Parabolantenne für den UHF-Bereich

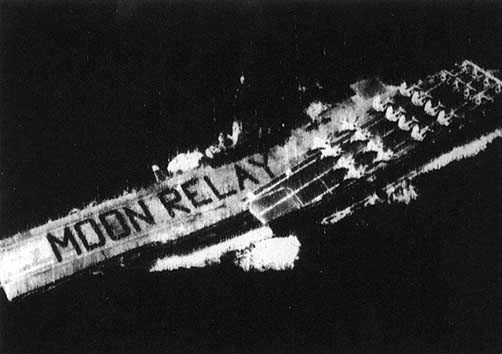
Fax-EME-Übertragung von 1960 der US Navy, die Besatzung des Flugzeugträgers Hancock bildet die Worte MOON RELAY

Im Amateurfunk wird auf Frequenzen im UKW-Bereich und höher (vorwiegend auf den Amateurfunkbändern 144 MHz, 432 MHz, 1296 MHz bis hin zu 10 GHz) EME-Funkbetrieb durchgeführt. Auf 144 MHz werden vorwiegend Gruppen von Lang-Yagi-Antennen benutzt. Bei einer Sendeleistung von etwa 750 Watt (was in Deutschland die maximal erlaubte ist) kann man eigene Echos vom Mond mit vier Antennen von je ca. 5 m Länge in der Telegrafie gerade eben wahrnehmen.
Auf den höheren Frequenzen werden Parabolspiegel verwendet. Auf 1296 MHz hat ein 4-m-Parabolspiegel rund 35 dB Antennengewinn gegenüber einer Dipolantenne, so dass etwa 100 Watt Sendeleistung genügen, um seine eigenen Echos zu hören. Hat die Gegenstation zum Beispiel einen 6-m-Parabolspiegel, so kann man selbst mit einem 2- bis 3-m-Spiegel arbeiten, um sich gegenseitig zu hören.

## Polarisation
Bis zu einer Frequenz von 432 MHz werden üblicherweise linear polarisierte Yagi-Antennen verwendet. Üblich ist eine horizontale Polarisation. Da sich die Polarisation sowohl durch die optische Achse bezogen auf den Standort beispielsweise ca. 90° zwischen Europa und USA, als auch durch elektrische Effekte wie zum Beispiel die Faraday-Rotation drehen kann, bietet eine Yagi-Antenne, die zwischen horizontaler und vertikaler Polarisation umgeschaltet werden kann, erhebliche Vorteile. Die maximale Dämpfung der Signale liegt dann bei 45° Polarisation bei −3 dB.
Da ab 1296 MHz üblicherweise Parabolantennen eingesetzt werden, kann ein zirkular polarisierter Erreger benutzt werden. Dies kann zum Beispiel ein Patch Feed oder ein Septum Feed sein. Dabei gilt weltweit die Vereinbarung, dass zirkular rechtsdrehend gesendet und zirkular linksdrehend vom Mond empfangen wird. Da die Parabolantenne das Erregersignal spiegelt, wird die Polarisation am Feed in der Antenne genau invers zur Abstrahlung angeschlossen.
Auf 10 GHz gilt aktuell noch, dass US-Stationen horizontal und europäische Stationen vertikal senden. Wegen der erforderlichen hohen mechanischen Präzision sind zirkulare Erreger auf 10 GHz noch in der Minderheit.

## Betriebsarten
Seit 2003 zeichnete sich ein Paradigmenwechsel ab. Digitale Betriebsarten wie WSJT verdrängten allmählich die klassische Morsetelegrafie. Dies führte dazu, dass so mit noch weniger Signalstärke EME durchgeführt werden kann.

## Software
Um die Position des Mondes bezogen auf die eigene Position auf der Erde zu berechnen, gibt es eine frei verfügbare Software aus Australien von Doug McArthur, VK3UM. Mit dem VK3UM Planner kann sowohl die Mondposition angezeigt als auch ein Mondfenster zwischen beispielsweise einer Station in Deutschland und einer Station in Australien berechnet werden. Mit dem VK3UM Calculator lässt sich berechnen, wie stark zum Beispiel das eigene Echo über den Mond zu empfangen ist.